# لیگ دسته دوم فوتبال ایران ۷۵-۱۳۷۴
رقابتهای جام آزادگان که در دهه هفتاد لیگ دسته دوم فوتبال ایران نامیده می‌شد در سال ۷۵_۱۳۷۴ برگزار گردید. ۴ تیم به لیگ آزادگان ۱۳۷۵ صعود کردند.